# Saint-Jean-des-Ollières

Saint-Jean-des-Ollières este o comună în departamentul Puy-de-Dôme, Franța. În 1 ianuarie 2022 avea o populație de 437 de locuitori.